# Mikle Károly
Mikle Károly (Krakkó, 1886. január 30. –‎ Budapest, 1969. május 11.) magyar építész.

## Élete
Jendrassik Alfréd építészirodájában szerzett gyakorlatot, ahol 1907 és 1913 között dolgozott. Ebben az időben több kórház, elmegyógyintézet, tüdőbetegszanatórium, vármegyeház, bérház és villa tervezésében és művezetésében vett részt, több tervpályázaton díjakat is nyert. 1913-tól önállóan dolgozott, majd 1914-től alkalmilag más építészekkel társult. 1919 és 1925 között az Országos Lakásépítés Minisztériumi Biztosságnál műszaki előadóként kapott munkát, itt több nagyobb épület és bérházcsoport ellenőrzését és tervezését vezette. Tagja volt a Magyar Mérnök- és Építész-Egyletnek és több más kari és társadalmi egyesületnek is.
A budapesti Farkasréti temetőben helyezték nyugalomra.

### Családja
Felesége Jakob Jozefa (1887–1939) volt, aki 52 éves korában hunyt el. Lánya Mikle Mária Matild (1914–2001).

## Ismert épületei
- 1914 k.: törvényszék és fogház, Székelyudvarhely[1]
- 1914 k.: királyi járásbíróság és fogház, Nagyszőllős[1]
- 1913 k.: közkórház, Csáktornya[1]
- 1913 k.: bérházak[1]
- 1913 k.: villák[1]
- 1917–1918: a Magyar Nitrogén- és Műtrágyaipar Rt. gyárépületei és lakótelepeinek egy része, Dicsőszentmárton[1]
- 1924: a Magyar Királyi Népjóléti Minisztérium "E. 2." jelű háromemeletes bérháza, később az "F. 10." és "11." jelű 2 darab lakóháza, Budapest, Pongrác út (Nagy-Pongrác telep)[1]
- 1920-as évek: egyéb középületek, bérházak, villák és gyárépületek[1]
- 1923: Sport Szálló, Tihany (Borbiró Virgillel közösen)[4]
- 1927 k.: a Magyar Királyi Népjóléti Minisztérium lakótelepének tisztviselői étkezdéje és kaszinója, Budapest, Pongrác út[5]
- 1928–1929: Magyar Királyi Állami elemi hat tantermes iskolát és óvoda, Felsőgöd[1]
- 1930 k.: a Római Katholikus négy tantermes iskola, Tápiószele[1]
- 1930 k.: a képviselői üdülőtelepe, Balatonkenese[1]
- 1930 k.: a Thallmayer és Seitz Gyógyáru Rt. négyemeletes vasbeton, csomagoló- és raktárépülete[1]
- 1930 k.: a Richter Gedeon vegyészeti gyár Rt. több gyárépülete[1]
- 1935-1936: Hunyady-udvar társasház, Budapest, Bartók Béla út 89.[6]
- 1937–1938: lakóház, Budapest, Fejér György u. 6.[7]
- 1937–1940: lakóház, Budapest, Bástya utca 10.[8]

### Tervben maradt
- 1907/1913 k.: közkórház, Zenta (I. díj.)[1]
- 1907/1913 k.: törvényszék és fogház, Torda (II. díj)[1]
- 1907/1913 k.: törvényszék és fogház, Rózsahegy (III. díj)[1]
- 1907/1913 k.: iskola, Beszterce (II. díj)[1]
- 1907/1913 k.: városház, Szilágysomlyó (II. díj)[1]
- 1907/1913 k.: városház, Mezőtúr[1]
- 1914: törvényszék és fogház, Karánsebes (II. díj, K. Császár Ferenccel közösen)[1][9]